# Raymond Island
Raymond Island är en ö i Australien. Den ligger i delstaten Victoria, omkring 240 kilometer öster om delstatshuvudstaden Melbourne. Arean är 7,7 kvadratkilometer. Den sträcker sig 4,3 kilometer i nord-sydlig riktning, och 5,0 kilometer i öst-västlig riktning. Genomsnittlig årsnederbörd är 960 millimeter. Den regnigaste månaden är juni, med i genomsnitt 163 mm nederbörd, och den torraste är juli, med 33 mm nederbörd.